# Albano Martins
Albano Dias Martins (Fundão, 6 de agosto de 1930 – Vila Nova de Gaia, 6 de junho de 2018) foi um poeta português.

## Biografia
Nasceu na aldeia do Telhado, concelho do Fundão, distrito de Castelo Branco, província da Beira Baixa, Portugal.
Formado em Filologia Clássica clássica pela Faculdade de Letras da Universidade de Lisboa, foi professor do Ensino Secundário de 1956 a 1976. Exerceu o cargo de Inspetor-coordenador da Inspeção-Geral do Ensino.
Tendo ingressado, em 1980, nos quadros da Inspeção-Geral de Ensino, passou, em 1993, à situação de aposentado. À data da sua morte, era professor na Universidade Fernando Pessoa, do Porto.
Foi um dos fundadores da revista Árvore e colaborador da Colóquio-Letras e Nova Renascença.
Fez também algumas traduções como "O Essencial de Alceu" e "Cantos de Leopardi", "Cântico dos Cânticos". "Dez Poetas Gregos Arcaico", "O Aprendiz de Feiticeiro", "Dez Poetas Italianos Contemporâneos", "O Aprendiz de Feiticeiro" e "Os Versos do Capitão".
A 6 de junho de 2008, foi agraciado com o grau de Grande-Oficial da Ordem do Infante D. Henrique.
Morreu a 6 de junho de 2018, em Mafamude, Vila Nova de Gaia, onde residia.
- sobre os seus poemas:

| “ | sóbrios, breves, mas rutilantes, coloridos, vibrantes | ” |

| “ | a nomeação é um acto de criação vital e a presentificação de uma realidade física | ” |

## Obras
- 1950 - Secura Verde
- 1967 - Coração de Bússola
- 1974 - Em Tempo e Memória
- 1979 - Paralelo ao Vento
- 1980 - Inconcretos Domínios
- 1982 - A Margem do Azul[1]
- 1983 - Os Remos Escaldantes
- 1987 - Poemas do Retorno
- 1987 - A Voz do Chorinho ou os Apelos da Memória
- 1988 - Vertical o Desejo
- 1989 - Rodomel Rododendro
- 1990 - Vocação do Silêncio, Poesia 1950-1985
- 1990 - Os Patamares da Memória
- 1992 - Entre a Cicuta e o Mosto
- 1993 - Uma Colina para os Lábios
- 1995 - Com as Flores do Salgueiro
- 1996 - O Mesmo Nome
- 1998 - O Espaço Partilhado
- 1998 - A Voz do Olhar
- 1999 - Escrito a Vermelho
- 2000 - Agenda Poética 2000 Albano Martins
- 2000 - Antologia Poética
- 2000 - Assim Sâo as Algas. Poesia 1950-2000
- 2001 - Castália e Outros Poemas
- 2004 - Três Poemas de Amor Seguidos de Livro Quarto
- 2004 - Frágeis São as Palavras
- 2005 - Agenda Poética 2005
- 2006 - Palinódias, Palimpsestos